# Anna Maiques
Anna Maiques Dern (nacida el 3 de septiembre de 1967 en Tarrasa, Cataluña) es una exjugadora de hockey sobre hierba española. Fue campeona olímpica en los juegos olímpicos de Barcelona 1992.